# Guiomar Cuesta
Guiomar Cuesta Escobar (Medellín, Colombia; 1950) es una poeta, editora e investigadora colombiana especializada en literatura afrocolombiana. Desde 2017 es miembro numerario de la Academia Colombiana de la Lengua.

## Trayectoria
Se graduó en Ciencias de la Comunicación con énfasis en periodismo por la Pontificia Universidad Javeriana. En 2002 fundó la editorial APIDAMA Ediciones junto a su compañero, el también poeta Alfredo Ocampo Zamorano.
Entre 1974 y 1978 trabajó en el Ministerio de Relaciones Exteriores de Colombia como secretaria privada del Canciller Indalecio Liévano Aguirre. También fue Representante Alterna en la Misión Permanente de Colombia ante la Organización de los Estados Americanos (OEA), en Washington D. C., entre 1978-1981.
En diciembre de 2017 tomó posesión como miembro de número en la Academia Colombiana de la Lengua, sustituyendo a Eduardo Santa.
Escribe con un enfoque feminista, tratando temas como el amor, la desigualdad en las praxis del poder y el papel de la mujer que reivindica su identidad. Ha investigado la literatura afrocolombiana a través de trabajos compilatorios como ¡Negras Somos! Antología de 21 Mujeres Poetas Afrocolombianas de la Región Pacífica (2008), un rastreo histórico y estudio introductorio sobre la métrica y el ritmo en las formas musicales afrocolombianas de la Región del Pacífico colombiana. Posteriormente esta investigación tuvo continuidad en Experiencia de mujeres poetas afrocolombianas, que forma parte de la Antología de Mujeres Poetas Afrocolombianas, publicada en 2010 por el Ministerio de Cultura de Colombia como parte de la colección Biblioteca de Literatura Afrocolombiana. Esta antología buscaba llenar un vacío en lo referente a la presencia y el reconocimiento de poetas afrodescendientes en la producción literaria colombiana.

## Obra literaria
Poesía
- Mujer América - América Mujer (1989)
- Tiempo del No - Tiempo del Sí (1984)
- Cábala: Círculo Madre Tierra (1989)
- Bosque de Metáforas (1991)
- Desde Nunca (1995)
- Ceremonia del Amor (1995)
- Doble Sonoro (1996)
- Amantes de la Lluvia (1996)
- Maderadentro (1997)
- Jaramaga (2001)
- Fuego Cruzado (2002)
- Huracán de Luz (2004)
- Concierto de Amor a dos voces. Diálogo poético con Alfredo Ocampo Zamorano (2005)
- Albergue de tus labios/ Casildea de Vandalia, por Lola B. Sousa y Guiomar Cuesta Escobar (2006)
- Morada del Cóndor (2006)
- Casildea de Vandalia, Obra Completa (2008)
- Nuevo Concierto de Amor a dos voces. Diálogo poético con Alfredo Ocampo Zamorano (2013)

Antologías
- ¡Negras Somos! Antología de 21 Mujeres Poetas Afrocolombianas de la Región Pacífica. (Programa Editorial Universidad del Valle, 2008).
- Antología de Mujeres Poetas Afrocolombianas (Ministerio de Cultura de Colombia, Biblioteca de Literatura Afrocolombiana, Tomo XVI; 2010).
- Poesía Colombiana del Siglo XX escrita por Mujeres (tomo 1) (Apidama Ediciones, 2013)
- Poesía Colombiana del Siglo XX escrita por Mujeres (tomo 2) (Apidama Ediciones, 2014)
- Antología de la Independencia de Colombia (Apidama Ediciones, 2019)

## Premios y reconocimientos
- Primer Premio de Poesía en el Concurso Internacional José María Heredia (Asociación de Críticos y Comentaristas de Arte; Miami, 1990).[10][5]
- VI Premio Internacional de Literatura Latinoamericana y del Caribe Gabriela Mistral (Ediciones Côté-femmes y Grupo Mujer y Sociedad; París, 2001).[4][1][10]
- Orden Civil al Mérito José Acevedo y Gómez en el Grado Cruz de Oro, del Concejo de Bogotá (2011).[10]
- Ganadora de Segundo Certamen Internacional de Poesía Luis Alberto Ambroggio (Miami, 2018).[10][11]